# Charlotte Hornets 2014-2015
La stagione 2014-15 dei Charlotte Hornets fu la 25ª nella NBA per la franchigia.
I Charlotte Hornets arrivarono quarti nella Southeast Division della Eastern Conference con un record di 33-49, non qualificandosi per i play-off.

## Roster
| N° | Naz.                    | Ruolo | Sportivo               | Anno | Alt. | Peso |
| -- | ----------------------- | ----- | ---------------------- | ---- | ---- | ---- |
| 0  | RD del Congo (bandiera) | A     | Bismack Biyombo        | 1992 | 206  | 104  |
| 1  | Stati Uniti (bandiera)  | G     | Lance Stephenson       | 1990 | 196  | 95   |
| 2  | Stati Uniti (bandiera)  | A     | Marvin Williams        | 1986 | 206  | 104  |
| 5  | Stati Uniti (bandiera)  | G     | Jannero Pargo          | 1979 | 185  | 79   |
| 7  | Stati Uniti (bandiera)  | G     | Mo Williams            | 1982 | 185  | 84   |
| 9  | Stati Uniti (bandiera)  | G     | Gerald Henderson       | 1987 | 196  | 98   |
| 11 | Stati Uniti (bandiera)  | A     | Noah Vonleh            | 1995 | 208  | 109  |
| 12 | Stati Uniti (bandiera)  | G     | Gary Neal              | 1984 | 193  | 95   |
| 14 | Stati Uniti (bandiera)  | A     | Michael Kidd-Gilchrist | 1993 | 201  | 105  |
| 15 | Stati Uniti (bandiera)  | G     | Kemba Walker           | 1990 | 185  | 78   |
| 19 | Stati Uniti (bandiera)  | G     | P.J. Hairston          | 1992 | 198  | 104  |
| 22 | Stati Uniti (bandiera)  | G     | Brian Roberts          | 1985 | 185  | 82   |
| 25 | Stati Uniti (bandiera)  | A     | Al Jefferson           | 1985 | 208  | 120  |
| 30 | Stati Uniti (bandiera)  | G     | Troy Daniels           | 1991 | 193  | 91   |
| 40 | Stati Uniti (bandiera)  | C     | Cody Zeller            | 1992 | 213  | 109  |
| 44 | Svezia (bandiera)       | A     | Jeff Taylor            | 1989 | 201  | 102  |
| 54 | Stati Uniti (bandiera)  | A     | Jason Maxiell          | 1983 | 201  | 118  |

## Staff tecnico
- Allenatore: Steve Clifford
- Vice-allenatori: Patrick Ewing, Stephen Silas, Bob Weiss, Mark Price, Pat Delany
- Preparatore fisico: Matthew Friia
- Preparatore atletico: Steve Stricker
- Assistente preparatore atletico: Dennis Williams